# Nail (nome)
Nail in arabo نائل‎? è un nome proprio di persona arabo maschile.

## Varianti
- Femminili: نائلة (Naila, Nā'ila)[2][3]

### Varianti in altre lingue
- Russo: Наиль (Nail')
  - Femminili: Наиля (Nailja)

## Origine e diffusione
È basato sul verbo nāla ("raggiungere", "conquistare", "conseguire") e vuol dire "colui che ottiene [ciò che desidera]"; la forma femminile venne portata dalla moglie del califfo Othmàn ibn Affàn, che cercò senza successo di salvare suo marito dall'assassinio.

## Onomastico
Il nome è adespota, cioè non è portato da alcun santo. L'onomastico si può festeggiare in occasione di Ognissanti, il 1º novembre.

## Persone

### Variante Nail'
- Nail' Jakupov, hockeista su ghiaccio russo
- Nail' Zakerov, giocatore di calcio a 5 russo
- Nail' Zamaliev, calciatore russo

### Varianti femminili
- Nailja Giljazova, schermitrice sovietica